# アフマド・ベロ大学
アフマド・ベロ大学（Ahmadu Bello University, ABU）は、ザリアに位置する、ナイジェリア最大、アフリカではカイロ大学に次いで2番目の規模を持つ大学。
- 1962年10月4日、北部ナイジェリア大学として北部州政府により設立
- 1975年、連邦に移管[1]

サマルキャンパスには事務局、理学部、社会学部、芸術学部、言語学部などの教育研究施設があり、コンゴキャンパスには法学部と経営学部、政治学部の施設がある。専門課程も含め4年制から6年制に移行中である。名称はソコトのサルドゥナ（世継王子）で初代北部州首相のアフマド・ベロ (Ahmadu Bello) に因んで改名された。
国際連合事務次長イブラヒム・アッボーラ・ガンバリは元政治学部長である。
ABU研修病院は国内で有数な病院の一つで低所得層、医療保険未加入者でも治療費以外の診察料はかからない。

## 脚註
1. ↑  http://www.abu.edu.ng/history.html